# Diecezja Picos
Diecezja Picos (łac. Dioecesis Picuensis) – diecezja Kościoła rzymskokatolickiego w Brazylii. Należy do metropolii Teresina i wchodzi w skład regionu kościelnego Nordeste IV. Została erygowana przez papieża Pawła VI bullą Neminem latet w dniu 28 października 1974.